# Nawaandordżijn Dżadambaa
Nawaandordżijn Dżadambaa, mong. Наваандоржийн Жадамбаа (ur. 1900, zm. 1939) – mongolski polityk. Pierwsza republikańska głowa państwa Mongolii. Został przewodniczącym Wielkiego Churału Państwowego w listopadzie 1924 po śmierci Bogda Chana. Dzień później został zastąpiony przez Peldżidijna Gendena.
Zazwyczaj regencja następowałaby po śmierci Bogda Chana do jego reinkarnacji, którą osiągnął przez swoją wielkość; jednakże, w tym przypadku poszukiwania wcielenia Bogda Chana zostały zabronione (jego wcielenie zostało odkryte w Tybecie w 1936) i kraj utrzymał republikańską konstytucję od tamtego czasu.